# 量子波动速读
量子波动速读是中国大陸一些培训机构声称使用量子力学现象进行快速阅读的伪科学，在2019年10月引发媒体广泛报道，并在中国大陆受到多方质疑。

## 经过
有多家培训机构声称“量子波动速读”可利用“HSP高感知力”，能够让学员在5分钟之内阅读10万字，甚至还能过目不忘等等。互联网上有人发布北京某教育机构组织学生进行量子波动速读比赛，有学生以极快的速度翻阅书本。一旁还有老师监督。视频发布者称，只需要不停翻书，就能阅读、理解书本内容。该视频还称，此阅读方法的原理在于“量子会跟量子产生纠缠”，过程中“会产生波粒二象性，通过眼睛作用于大脑，最后眼动脑动，读完整本书。”此阅读技术的培训费用在半年6000元到终身26万元之间不等。《北京青年报》推测分析，“量子波动速读”想要包装的物理学原理是利用量子波动“让头脑中产生动态影像”，以此“让感知器官产生多维感受”。此外，还有儿童蒙上双眼，通过“开发松果体”、打开“天眼”，从而直接“感知”书籍内容。深圳市福田区的培训机构沐忆学堂称该速读技巧的原理是利用其“速读脑波音频”与右脑形成“共鸣”，从而达到开发右脑潜能的效果。在该机构2019年6月26日发布在微信公众号的一篇文章《沐忆速读——开启全民阅读大时代》中，沐忆学堂称自己“通过有版权的训练系统，以提升青少年专注力为前提，帮助孩子达到每分钟万字以上的阅读水平”。也有北京的全脑教育培训机构称自己的课程中虽然推出“量子波动速读”，但这只是个噱头而已，与量子无关，“更像是升级版的快速阅读”。
经过媒体报道后，量子波动速读引起中国大陸执法部门重视。10月16日，江苏省盐城市大丰区市场监管部门表示，已对声称能够培训“量子波动速读”的教育机构进行现场调查，但未发现相关内容。监管部门对该机构其他不恰当宣传进行拆除，并要求其进行整改。10月23日下午，深圳市市场监督管理局通报，经10月17日的检查发现，沐忆学堂在起宣传材料上发布的相关内容违规。该局对培训机构发出询问通知书，并持续立案调查。10月30日，深圳市教育局发布《关于禁止中小学生参加“量子波动速读”培训核查有关情况的通知》，禁止该市中小学生参加量子波动速读的培训，并组织培训家长不要听信培训机构的误导宣传。
2020年1月，中華人民共和國国务院教育督导委员会办公室发布对培训机构违规培训的查处情况通报，其中，多家量子波动速读培训机构被关停。

## 反响
被怀疑是网络上流传视频中比赛组织者的北京市的心智通启光教育称自己只教授普通的速读速记，从未承诺过5分钟读完一本书。而且，视频中出现的logo不是心智通启光教育的logo，是分校自己加到海报上去的。该机构还调侃自己“很躺枪”。
延安大学神经外科教授周志武在接受中新社采访时表示，科学上“并不存在任何专门开发孩子脑潜力的技术。”教育学者韩永顺在接受采访时表示，人在经过眼跳训练之后可能做到每分钟3000字，并理解六成以上的内容，但这种速度受限于阅读者的认知、经验、知识背景等，更何况不是所有文章都适合速读。韩永顺还说，一切鼓吹能短时间大幅提高孩子阅读速度、技巧的方法都是骗人的。中央电视台评论员谢伟锋表示，量子波动速读刻意混淆概念，只会让孩子练得“翻书比翻脸还快”的无用技能，不如多花时间陪伴孩子。互联网上也有人表示，这种读法“不是读书是搧风”、交“智商税”。
《北京青年报》评论，这种阅读法虽然明显有悖常识、属于伪科学，但依然让众多家长趋之若鹜，就是因为培训机构意识到家长存在“教育焦虑”，不希望自己的孩子落后。量子波动速读经过科学包装后，家长会形成“宁可信其有”的心态，但到头来反而可能会影响到孩子思维的正常发展。《人民日报》援引中国教育科学研究院研究员储朝晖的评论，称在此事件中，诱因是家长望子成龙的心态，而最终决定报名培训班是由于家长的科学素养有待提高。
《人民日报》在11月16日作出估计，此谣言的中老年关注人数有52.5万。